# معركة مجدو (1918)
معركة مجدو أو  معركة سهل نابلس  كما يطلق عليها الأتراك، هي معركة دارت خلال الحرب العالمية الأولى بين القوات البريطانية بقيادة الجنرال إدموند ألنبي والقوات العثمانية بقيادة مصطفى كمال أتاتورك من 19 سبتمبر إلى 1 أكتوبر 1918، وانتهت بانتصار حاسم للبريطانيين، مما مهد الطريق لغزو بريطانيا لفلسطين. بدأ البريطانيون هجوما كبيرًا نحو مرج بن عامر من جهة الغرب، من خلال جبل الكرمل، ثم اجتاحت قوات الدولة العثمانية في وادي الأردن. عندما أنعم الملك بلقب فيكونت على ألنبى، واختار اسم هذه المعركة لتكون لقبه، ليصبح الفيكونت الأول «ألنبي من مجدو».
نجحت عمليات ألنبي بخسائر قليلة للغاية على النقيض من العديد من الهجمات خلال الحرب العالمية الأولى، كما لاقت إشادة واسعة النطاق. خلال المعركة، استخدم البريطانيون عدد كبير من الفرسان والطائرات في آن واحد في مزيج نادر من الناحية التاريخية.
كانت المعركة الهجوم الأخير للحلفاء ضمن حملة سيناء وفلسطين في الحرب العالمية الأولى. كانت قوات الخصم هي قوة التجريدة المصرية التابعة للحلفاء، والمكونة من ثلاثة فيالق من ضمنها فيلق من قوات الفرسان، ومجموعة جيوش يلدريم التابعة للعثمانيين التي تضم ثلاثة جيوش، تعادل قوة كل منها بالكاد قوة أحد فيالق الحلفاء. وقعت سلسلة المعارك فيما كان يُعرف آنذاك بالأجزاء الوسطى والشمالية من فلسطين العثمانية وأجزاء من إسرائيل وسوريا والأردن الحالية. بعد أن هاجمت قوات الثورة العربية خطوط الاتصال العثمانية بين القوات والقاعدة، مما أدى إلى تشتيت العثمانيين، هاجمت فرق المشاة البريطانية والهندية خطوط الدفاع العثمانية واخترقتها في القطاع المجاور للساحل في معركة شارون المنظمة. قطعت فيالق فرسان الصحراء المسافة عبر الخطوط المخترقة وكادت أن تحاوط الجيوش العثمانية الثامنة والسابعة التي لا تزال تقاتل في تلال يهودا. جرت معركة نابلس الفرعية فعليًا في ذات الوقت في تلال يهودا أمام نابلس وعند معابر نهر الأردن. هُوجم الجيش الرابع العثماني بعد ذلك في تلال موآب في السلط وعمان.
أسفرت هذه المعارك عن أسر عشرات الآلاف من السجناء واستولى الحلفاء على العديد من الأميال من الأراضي. بعد المعارك، استُولي على درعا في 27 سبتمبر، ودمشق في 1 أكتوبر وكانت العمليات في حريتان وشمال حلب لا تزال جارية عندما وُقّع على هدنة مودروس لإنهاء الأعمال العدائية بين الحلفاء والعثمانيين.
حققت عمليات الجنرال إدموند ألنبي، وهو القائد البريطاني لقوة التجريدة المصرية، نتائج حاسمة بتكلفة صغيرة نسبيًا، خلافًا للعديد من الهجمات خلال الحرب العالمية الأولى. حقق ألنبي ذلك من خلال استخدام المدفعية المتحركة لتغطية هجمات المشاة المضبوطة لكسر حالة حرب الخنادق ثم استخدام قواته المتنقلة (الفرسان والسيارات المدرعة والطائرات) لتحويط مواقع الجيوش العثمانية في تلال يهودا، وقطع عنهم خطوط انسحابهم. لعبت قوى الثورة العربية غير النظامية أيضًا دورًا في هذا الانتصار.

## خلفية تاريخية
يقع حصن مجدو القديم على تل الموتسيلم (تل مجدو)، عند بداية معبر مصمص بالقرب من اللجون، ويسيطر على الطرق إلى الشمال والداخل من خلال السيطرة على سهل أرمجدون أو مجدو. عبر هذا السهل عدة جيوش، من المصريين القدماء إلى الفرنسيين تحت حكم نابليون، وتقاتلوا في طريقهم نحو الناصرة في تلال الجليل. وبحلول عام 1918، كان هذا السهل، المعروف باسم سهل إزدريلون لا يزال مهمًا استراتيجيًا باعتبار أنه يربط غور الأردن وسهل شارون على بعد 40 ميلًا (64 كيلومترًا) خلف الخط الأمامي للعثمانيين، وشكلت هذه الوديان الثلاثة معًا نصف دائرة حول المواقع العثمانية الرئيسية في تلال يهودا التي كانت تحتلها الجيوش السابعة والثامنة. 

### وضع الحلفاء
أعلنت قوى الحلفاء الحرب على الإمبراطورية العثمانية في نوفمبر 1914. في أوائل عام 1915 وفي أغسطس 1916، هاجم العثمانيون، بمساعدة القادة الألمان وتشجيعهم، قناة السويس، وهي صلة وصل حيوية بين بريطانيا والهند وأستراليا ونيوزيلندا. تحت قيادة الجنرال أرشيبالد موراي، أوقفت قوة التجريدة المصرية البريطانية الجيش العثماني في معركة رمانة وأعادتها إلى مغضبة وعبر سيناء نحو رفح لإعادة احتلال الأراضي المصرية وتأمين سلامة قناة السويس. هاجم موراي جنوب فلسطين بعد أن أنشأ خط سكة حديدية وخط أنابيب مياه يمر عبر الصحراء. أُحبطت الهجمات البريطانية في معركة غزة الأولى ومعركة غزة الثانية في مارس وأبريل 1917. 

### وضع العثمانيين
في نفس الوقت (فعليًا منذ 8 مارس)، تغيرت القيادة العثمانية. كانت مجموعة جيوش يلدريم أكبر المراكز العثمانية في فلسطين. شُكلت مجموعة الجيوش في الأصل لاستعادة السيطرة على بغداد التي استولى عليها البريطانيون في مارس 1917. بدلاً من ذلك، تحولت مهمتها نحو فلسطين حيث كان البريطانيون على وشك الاستيلاء على القدس. كان قائد مجموعة الجيوش هو الجنرال الألماني إريش فون فالكنهاين، الذي كان يرغب في مواصلة سياسة «الدفاع المرن» بدلًا من التمركز في المواقع بأي ثمن. كان مستعدًا أيضًا للتراجع لتقصير خطوط الاتصال الخاصة به وتقليل الحاجة إلى الحاميات الثابتة. ومع ذلك، لم يحظ بشعبية بين الضباط العثمانيين، ويرجع ذلك بشكل رئيسي إلى أنه اعتمد بشكل شبه حصري على ضباط الأركان الألمان بدلاً من ضباط الأركان الأتراك، وألقي اللوم عليه بسبب الهزائم في غزة والقدس. استُبدل بجنرال ألماني آخر، هو أوتو ليمان فون ساندرز، الذي قاد الدفاع العثماني خلال حملة جاليبولي. ورأى ليمان أن استمرار التراجع في فلسطين من شأنه أن يثبط معنويات القوات، ويدمر حيوانات الجر خاصتهم، ويشجع الثورة العربية على الانتشار أكثر شمالًا في المناطق الخلفية العثمانية ويؤدي أيضًا إلى عزل جميع القوات العثمانية إلى الجنوب في الحجاز. أوقفت قواته تراجعها وأصرت على مقاومة البريطانيين، حتى أنها أعادت احتلال بعض الأراضي بالقرب من الأردن حيث صُدّت غارتي ألنبي عبر الأردن. 

### إعادة تنظيم الحلفاء
خلال صيف عام 1918، أُعيد تشكيل قوات ألنبي بكامل قوتها. وصلت فرقتان من سلاح الفرسان من الجيش الهندي البريطاني، وهما فرقة الفرسان الرابعة وفرقة الفرسان الخامسة، من الجبهة الغربية وأُعيد تنظيمهما لتشملا فوجًا بريطانيًا واحدًا من اليوامنة (صغار مالكي الأرضي) في خمسة من ألويتهم الستة. نُقلت فرقتي مشاة هنديتين، هما الفرقة الثالثة (لاهور) والفرقة السابعة (ميروت)، من حملة بلاد الرافدين لتحلا محل فرقتين أًرسلتا إلى الجبهة الغربية. أُعيد تشكيل أربعة من فرق مشاة ألنبي (هي العاشرة، والثالثة والخمسين، والستين، والخامسة والسبعين) على نمط الجيش الهندي البريطاني، بوجود ثلاثة كتائب مشاة هندية وواحدة بريطانية في كل لواء باستثناء لواء واحد في الفرقة الثالثة والخمسين التي كان فيها كتيبة مشاة بريطانية واحدة، وكتيبتان جنوب أفريقيتان وكتيبتان هنديتان. احتفظت فرقة المشاة البريطانية المتبقية، وهي الفرقة الثالثة والخمسين (شرق أنجليان)، بتكوينها البريطاني بالكامل، على الرغم أن مفرزة بحجم لواء من القوات الفرنسية شمال أفريقيا والأرمينية كانت ملحقة بالفرقة.